# 1229
| [ Edytuj tabelę ]                          |                                                                     |
| Książę Małopolski                          | - 1227 Władysław III Laskonogi 1229 - 1229 Konrad I mazowiecki 1232 |
| Książę Wielkopolski                        | - 1202 Władysław III Laskonogi 1229 - 1229 Władysław Odonic 1239    |
| Król Angkoru                               | - 1218 Indrawarman II 1244                                          |
| Król Anglii                                | - 1216 Henryk III 1272                                              |
| Król Aragonii i Walencji, hrabia Barcelony | - 1213 Jakub I Zdobywca 1276                                        |
| Książę Bawarii                             | - 1183 Ludwik I 1231                                                |
| Margrabia Brandenburgii                    | - 1220 Otto III 1267                                                |
| Książę Burgundii                           | - 1218 Hugo IV 1272                                                 |
| Cesarz Bizancjum                           | - 1222 Jan III Dukas Watatzes 1254                                  |
| Car Bułgarii                               | - 1218 Iwan Asen II 1241                                            |
| Cesarz Chin                                | - 1224 Song Lizong 1264                                             |
| Król Cypru                                 | - 1218 Henryk I 1253                                                |
| Król Czech                                 | - 1198 Przemysł Ottokar I 1230                                      |
| Król Danii                                 | - 1202 Waldemar II Zwycięski 1241                                   |
| Władca Egiptu                              | - 1218 Al-Kamil 1238                                                |
| Cesarz Etiopii                             | - 1189 Gebre Meskel 1229                                            |
| Król Francji                               | - 1226 Ludwik IX Święty 1270                                        |
| Król Gruzji                                | - 1223 Rusudan 1245                                                 |
| Hrabia Holandii                            | - 1222 Floris IV Holenderski 1234                                   |
| Cesarz Japonii                             | - 1221 Go-Horikawa 1232                                             |
| Kalif                                      | - 1226 Al-Mustansir 1242                                            |
| Król Kastylii                              | - 1217 Ferdynand III Święty 1252                                    |
| Patriarcha Konstantynopola                 | - 1222 German II 1240                                               |
| Władca Korei                               | - 1213 Kojong 1259                                                  |
| Król Leónu                                 | - 1188 Alfons IX 1230                                               |
| Książę Litwy                               | - 1219 Dowsprunk 1238                                               |
| Cesarz Łaciński                            | - 1228 Baldwin II de Courtenay 1261                                 |
| Kalif Maroka                               | - 1227 Jahja al-Mutasim 1229 - 1229 Idris I 1232                    |
| Król Nawarry                               | - 1194 Sanczo VII 1234                                              |
| Król Norwegii                              | - 1217 Haakon IV Stary 1263                                         |
| Hrabia Palatynatu                          | - 1227 Otton I Bawarski 1253                                        |
| Papież                                     | - 1227 Grzegorz IX 1241                                             |
| Król Portugalii                            | - 1223 Sancho II 1248                                               |
| Sułtan Rumu                                | - 1220 Kajkubad I 1237                                              |
| Książę Rusi halickiej                      | - 1227 Mścisław I Niemy 1229 - 1229 Daniel II 1235                  |
| Cesarz Rzymski (niemiecki)                 | - 1220 Fryderyk II 1250                                             |
| Książę Saksonii                            | - 1212 Albrecht I 1260                                              |
| Król Serbii                                | - 1228 Stefan Radosław 1234                                         |
| Król Singasari                             | - 1227 Anuśpati 1248                                                |
| Król Szkocji                               | - 1214 Aleksander II 1249                                           |
| Król Szwecji                               | - 1222 Eryk XI Eriksson 1229 - 1229 Knut Długi 1234                 |
| Doża Wenecji                               | - 1205 Pietro Ziani 1229 - 1229 Jacopo Tiepolo 1249                 |
| Król Węgier                                | - 1205 Andrzej II 1235                                              |
| Wielki mistrz zakonu krzyżackiego          | - 1209 Hermann von Salza 1239                                       |

Rok 1229 / MCCXXIX
stulecia: XII wiek ~
XIII wiek ~
XIV wiek

lata: 1219 «
1224 «
1225 «
1226 «
1227 «
1228 «
1229
» 1230
» 1231
» 1232
» 1233
» 1234
» 1239

## Wydarzenia w Polsce
- miał miejsce najazd litewski na Sandomierskie[1].
- Pierwsze wzmianki dotyczące wsi Jaworzno (obecnie miasto w woj. śląskim) powstającej na terenach należących do Biskupów krakowskich.

## Wydarzenia na świecie
- 18 lutego – VI Krucjata: Fryderyk II podpisał dziesięcioletni rozejm z al-Kamilem, odzyskując Jerozolimę, Nazaret, i Betlejem bez działań wojennych i bez wsparcia od papiestwa.
- 18 marca – VI Krucjata: Cesarz Fryderyk II koronował się na króla Jerozolimy.
- 12 kwietnia – podpisano traktat paryski
- 12 września – rekonkwista: Jakub I Zdobywca (1208–1276) podbił dla Katalonii Majorkę.
- 31 grudnia – rekonkwista: po trzymiesięcznym oblężeniu wojska Jakuba I Zdobywcy zdobyły bronioną przez muzułmanów stolicę Majorki Palma de Mallorca.

- Bunt studencki w Uniwersytecie Paryskim.
- Założenie Uniwersytetu w Tuluzie.
- Założenie miasta Turku w Finlandii.

## Zmarli
- 13 marca – Sancja Portugalska, infantka portugalska, córka Sancho I, cysterka, błogosławiona katolicka (ur. przed 1182)
- 21 lipca – Iwo Odrowąż, kanclerz Leszka Białego i biskup krakowski (ur. ?)